# Renault R35
Il Renault R35 fu un carro armato leggero da accompagnamento per la fanteria progettato dalla Francia durante gli anni trenta e prodotto in oltre 1.600 esemplari, comprendendo anche le circa 100 unità della versione Renault R40 con meccanica rivista. Il Renault R35 era armato con un cannone a canna corta Puteaux SA 18 da 37 mm ed era dotato di corazzature piuttosto spesse; tuttavia la concezione tattica che stava alla base della sua costruzione ne impedirono un proficuo utilizzo contro le più mobili Panzer-Division tedesche, che nel maggio e giugno 1940 fecero crollare la Francia.
A seguito dell'armistizio di Compiègne, centinaia di R35 furono riutilizzati dalla Germania come trattori d'artiglieria, veicoli portamunizioni o base semovente per cannoni anticarro e pezzi da campagna. Altri furono invece distribuiti ai paesi alleati, come l'Italia fascista e la Bulgaria: tuttavia con il procedere della seconda guerra mondiale il Renault era ormai obsoleto e lo sporadico impiego in battaglia dopo il 1940 ne evidenziò la totale decadenza. Fu riutilizzato dai francesi nei primi anni del secondo dopoguerra fino a quando non furono rimpiazzati nel 1951 dagli M4 Sherman forniti dagli Stati Uniti.

## Storia

### Sviluppo
Il 2 agosto 1933 il Conseil Consultif de l'Armament dell'Armée de terre emise una specifica relativa ad un "Char de 6 tonnes", destinato a sostituire i carri armati leggeri Renault FT allora in servizio.
Le caratteristiche richieste erano: equipaggio di due uomini; armamento su una o due mitragliatrici da 7,5 mm o, in alternativa, un cannone da 37 mm; protezione massima di 30 mm; velocità massima su strada di 15–20 km/h; autonomia fuori strada non inferiore a 40 km; pendenza massima superabile 65%; possibilità di manovra su pendenze fino al 40%; altezza minima dal suolo di 0,35 metri; massima trincea superabile 1,70 metri; guado superabile 1,20 metri; raggio di sterzata di 4 metri; frenata in 3 metri alla velocità di 10 km/h, autonomia massima di otto ore. Il propulsore poteva essere sia a gasolio che a benzina, con alimentazione su due serbatoi, uno dei quali in grado di consentire un'ora di marcia.
Al concorso risposero quattordici ditte e, dopo gli esami dei progetti preliminari, cinque aziende furono autorizzate a costruire dei prototipi: Atelier de construction de Puteaux (APX), Compagnie Générale de Construction de Locomotives (Batignolles-Châtillon), Forges et Chantier de la Méditerranée (FCM), Delaunay-Belleville e Renault; si aggiunse poi una sesta ditta in quanto la specifica emessa dal Conseil Consultif era stata sollecitata dalla ditta Hotchkiss che aveva presentato un progetto relativo ad un "char d'accompagnement", il cui sviluppo era stato approvato il 30 giugno 1933.

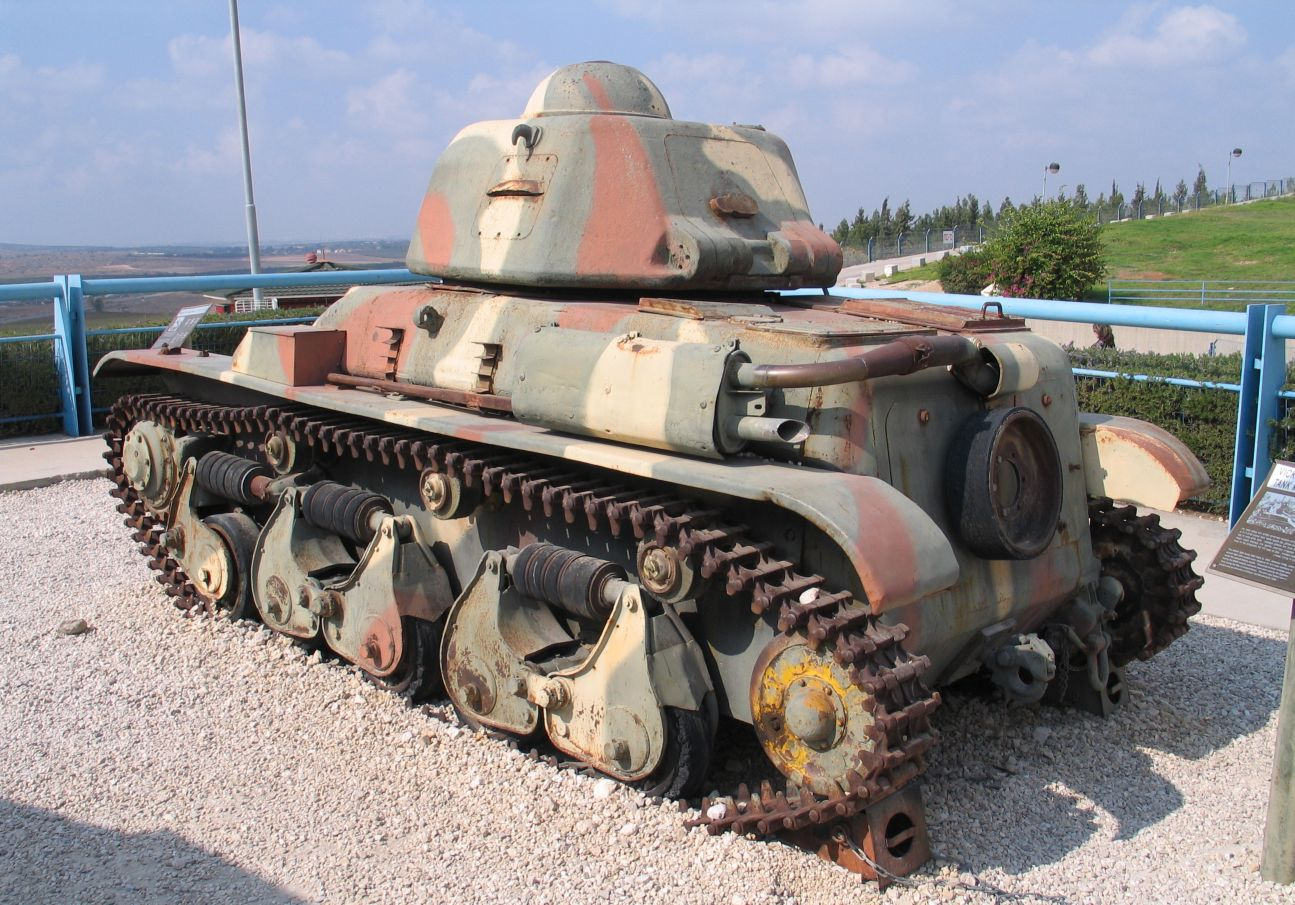
Un Renault R35 esposto al museo di Latrun in Israele e ripreso dal retro

Il 22 maggio 1934 il generale Velpry, ispettore generale dei corazzati, richiese che la corazzatura massima fosse aumentata a 40 mm, con conseguente aumento del peso massimo a 8 tonnellate. Louis Renault preferì completare il prototipo, designato Renault ZM, secondo la specifica iniziale, con corazzatura di 30 mm. Il nuovo carro fu presentato alla Commission d'Expériences du Materiel Automobile (CEMA) il 20 dicembre 1934: i collaudi avvennero dal gennaio 1935 sotto la direzione del colonnello Keller. Dal 30 aprile al 30 maggio 1935 il carro fu provato al poligono di Mourmelon, sotto la direzione del colonnello Lepoutre. Il giudizio finale fu complessivamente positivo.
I carri armati concorrenti incontrarono invece difficoltà di vario tipo: l'APX 6 e il Batignoles-Châtillon CL 1935 non superarono la fase di prototipo; l'FCM 36, sebbene giudicato vincitore del concorso, venne prodotto solamente in cento esemplari per decisione della ditta, che riteneva il prezzo troppo basso; Hotchkiss H39 ordinato in cento esemplari fu bocciato dalla commissione esaminatrice dell'arma della fanteria (Commission d'Infanterie) ma, accettato dalla cavalleria, continuò a essere prodotto.

### Produzione
Il 25 aprile 1935 il prototipo Renault ZM era stato riconsegnato completo di corazzatura aggiuntiva e nuova torretta APX. Il 29 aprile fu emesso un primo ordine di produzione per 300 esemplari: il primo fu consegnato il 4 giugno 1936 e immesso in servizio sotto la designazione Char Léger Renault Modèle 1935 R abbreviato come Renault R35. Poiché il mezzo presentava notevoli differenze con il prototipo, dovette essere sottoposto nuovamente ad un intenso ciclo di valutazione. Nel complesso furono fabbricati 1.541 esemplari.

### Impiego operativo
Dopo la distribuzione ai reparti il carro risultò adeguato, ma la sua carriera operativa rimase sempre inficiata dalla sua concezione base di mezzo adattato a scortare la fanteria, troppo lento per contrastare i veloci carri tedeschi; il cannone Puteaux 18 da 37 mm si dimostrò inoltre del tutto inefficace contro i blindati tedeschi, tanto che non rappresentò una seria minaccia neppure il carro armato leggero Panzer II, il più numeroso tra le forze corazzate tedesche che attaccarono l'Europa occidentale. Il 10 maggio 1940, giorno dell'inizio della campagna di Francia, i Renault R35 equipaggiavano ventuno battaglioni ognuno forte di quarantacinque veicoli. In totale erano in servizio sulla linea del fronte 945 carri tra R35 e R40; almeno 900 erano inquadrati in Groupements de Bataillons de Chars, suddivisi a livello di Armate.
- VIIe Armée
  - GBC 510
    - 9e BCC (R35)
    - 22e BCC (R35)
- Ie Armée
  - GBC 515
    - 13e BCC (H35)
    - 35e BCC (R35)

  - GBC 519
    - 38e BCC (H35)
    - 39e BCC (R35)
- IXe Armée
  - GBC 518
    - 6e BCC (R35)
    - 32e BCC (R35)
    - 33e BCC (FT)
- IIe Armée
  - GBC 503
    - 3e BCC (R35)
    - 4e BCC (FCM 36)
    - 7e BCC (FCM 36)
- IIIe Armée
  - GBC 511
    - 5e BCC (R35)
    - 12e BCC (R35)

  - GBC 513
    - 29e BCC (FT)
    - 51e BCC (FCM 2C)

  - GBC 520
    - 23e BCC (R35)
    - 30e BCC (FT)

  - GBC 532
    - 43BCC (R35)
- IVe Armée
  - GBC 502
    - 20e BCC (R35)
    - 24e BCC (R35)

  - GBC 504
    - 10e BCC (R35)
    - 343e CAC (FT)
    - 344e CAC (FT)
- Ve Armée
  - GBC 501
    - 1r BCC (R35)
    - 2e BCC (R35)
    - 31e BCC (FT)

  - GBC 508
    - 21e BCC (R35)
    - 34e BCC (R35)

  - GBC 517
    - 19e BCC (Char D2)
- VIIIe Armée
  - GBC 506
    - 16e BCC (R35)
    - 36e BCC (FT)
    - 17e BCC (R35)
    - 18e BCC (FT)
- Armée des Alpes
  - GBC 514

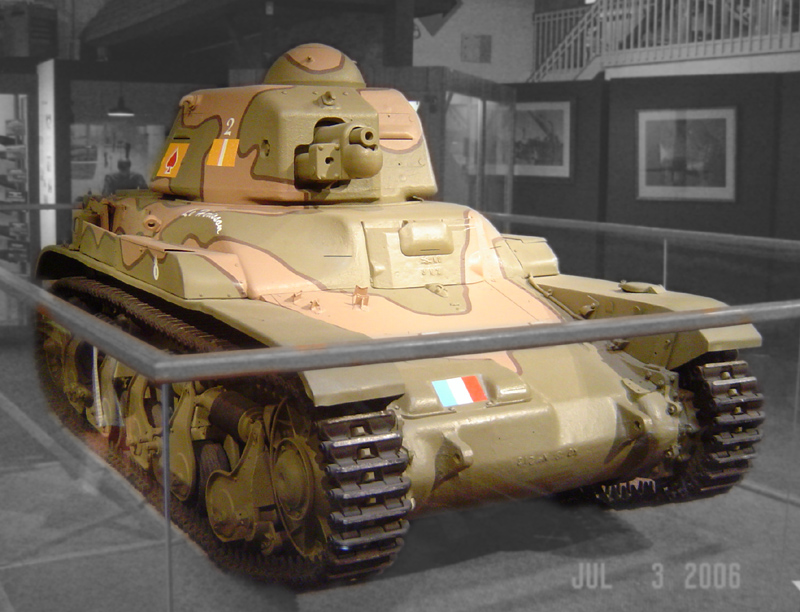
L'esemplare in mostra allo US Army Ordnance Museum di Aberdeen

    - Bataillon de Chars des Troupes coloniales (FT)

Queste unità di carri non disponevano di nessuna unità organica di fanteria o componenti di artiglieria e dovevano così cooperare con le divisioni di fanteria. Comunque 135 carri R35 appartenenti al 2º, 24º e 44º BCC (Battailion de Chars de Combat) di nuova formazione furono assegnati il 15 maggio 1940 alla 4ª divisione corazzata della riserva (Division Cuirassée de Réserve o DCR); le due unità di più recente formazione, il 40º e 48º BCC, sebbene non avessero ancora terminato l'addestramento, andarono a rinforzare la 2ª DCR: il primo reparto era equipaggiato con quindici R35 e trenta R40, il secondo con sedici R35 e ventinove R40 che portavano la forza organica totale a 1.035 carri. In più il 1º e 2º battaglione corazzato della 10ª brigata di cavalleria blindata polacca, mentre si stavano addestrando con gli FT, ricevettero diciassette R35 e approssimativamente ventiquattro R40 alla fine di maggio. Alla stessa data il 1º, 6º, 25º, 34º e 39º BCC furono adoperati per ricostituire la 1ª DCR; il 10º BCC rinforzò la 3ª DCR e il 25º BCC fu riarmato con ventuno R35 e ventiquattro R40 appartenuti ai polacchi. Circa 300 carri della riserva andarono ad equipaggiare i reparti operativi. Nel corso della campagna centinaia di Renault R35 furono abbandonati dai francesi e catturati dalle avanzanti truppe tedesche.
Due battaglioni di R35 (63º e 68º BCC) con rispettivamente quarantacinque e cinquanta carri si trovavano in Siria, trenta erano in Marocco, ventisei in servizio con il 62º BCC e quattro in deposito. I carri che si trovavano in Siria combatterono nel 1941 l'invasione delle forze alleate (operazione Exporter), militando poi nel 1e CCC delle forze francesi libere. I carri presenti in Nord Africa parteciparono ai combattimenti contro le forze anglo-americane sbarcate in Marocco e Algeria l'8 novembre 1942.

## Tecnica
Il Renault R35 era un carro armato leggero concepito per il supporto alla fanteria con due uomini d'equipaggio. Il pilota trovava posto nello scafo anteriore sulla sinistra mentre il capocarro era all'interno della torretta montata al centro. Il carro pesava in ordine di combattimento 10,60 tonnellate, era lungo 4,20 metri e largo 1,85 metri; l'altezza arrivava a 2,10 metri. La luce libera, cioè la distanza tra fondo dello scafo e suolo, misurava 32 cm.
Sul lato destro posteriore dello scafo era sistemato il motore, un Renault a 4 cilindri in linea da 5.789 litri di cilindrata erogante 85 hp a 2.200 giri al minuto, dotato di un sistema di raffreddamento a liquido e alimentato a benzina; il radiatore di raffreddamento era invece spostato sul lato sinistro dello scafo. L'impianto di alimentazione prevedeva un serbatoio da 107 litri, più uno di riserva di 60 litri: il consumo di carburante era di 120 litri per 100 chilometri su strada e 209 litri per 100 chilometri su terra. Il rapporto peso/potenza era pari a 125 kg/CV. L'albero motore era collegato alla frizione a doppio disco e al cambio a quattro marce avanti e una retromarcia, che mediante giunti cardanici trasmetteva il moto al differenziale con sistema di sterzo Cletrac (dalla contrazione di Cleveland Tractor), posizionato nella parte anteriore destra dello scafo. La velocità massima dell'R35 arrivava a 20 km/h su strada e a 12,5 km/h, con punte di 14 km/h, fuori strada.
Il treno di rotolamento si componeva per lato di una ruota motrice anteriore, una ruota di rinvio posteriore, cinque ruote portanti con battistrada in gomma e tre doppi rulli tendicingolo nella parte superiore. La prima ruota d'appoggio era equipaggiata con un braccio oscillante longitudinale agente su una molla elicoidale montata in orizzontale; le altre quattro ruote erano accoppiate con elementi a squadra poi uniti da una molla elicoidale parallela al terreno. Lo scafo era costituito da tre sezioni imbullonate tra di loro: lo spessore del tetto e del pavimento era in entrambi casi di 14 mm. La torretta presentava una corazzatura da 30 mm su tutti i lati, eccettuato il frontale dove fu incrementata a 40 mm.
La torretta era la APX-R progettata dall'Atelier de construction de Puteaux, con sistema di puntamento L713. Questo modello era armato con un cannone Puteaux SA 18 da 37 mm lungo 21 calibri (L/21), proveniente dagli FT-17 ritirati dal servizio e rottamati, e con una mitragliatrice coassiale MAC 1934. In seguito il pezzo fu scambiato per un pari calibro Puteaux SA.18 Modèle 1937 sempre L/21, fornito del sistema di puntamento L739 e con una scorta caricabile di 100 granate; coassiale al cannone fu montata una mitragliatrice MAC 1931 M.6 Reibel da 7,5 mm per la quale erano trasportabili 2.400 cartucce. L'arma secondaria era incorporata nello scudo del cannone, ma poteva essere rimossa e agganciata alla sommità della torre. Nel corso della produzione vennero introdotte migliorie ai sistemi di visione e alla cupola del capocarro.
Nel 1940, a partire dal 1.100º esemplare di produzione, venne aggiunta una coda per facilitare il passaggio attraverso le trincee.

## Versioni

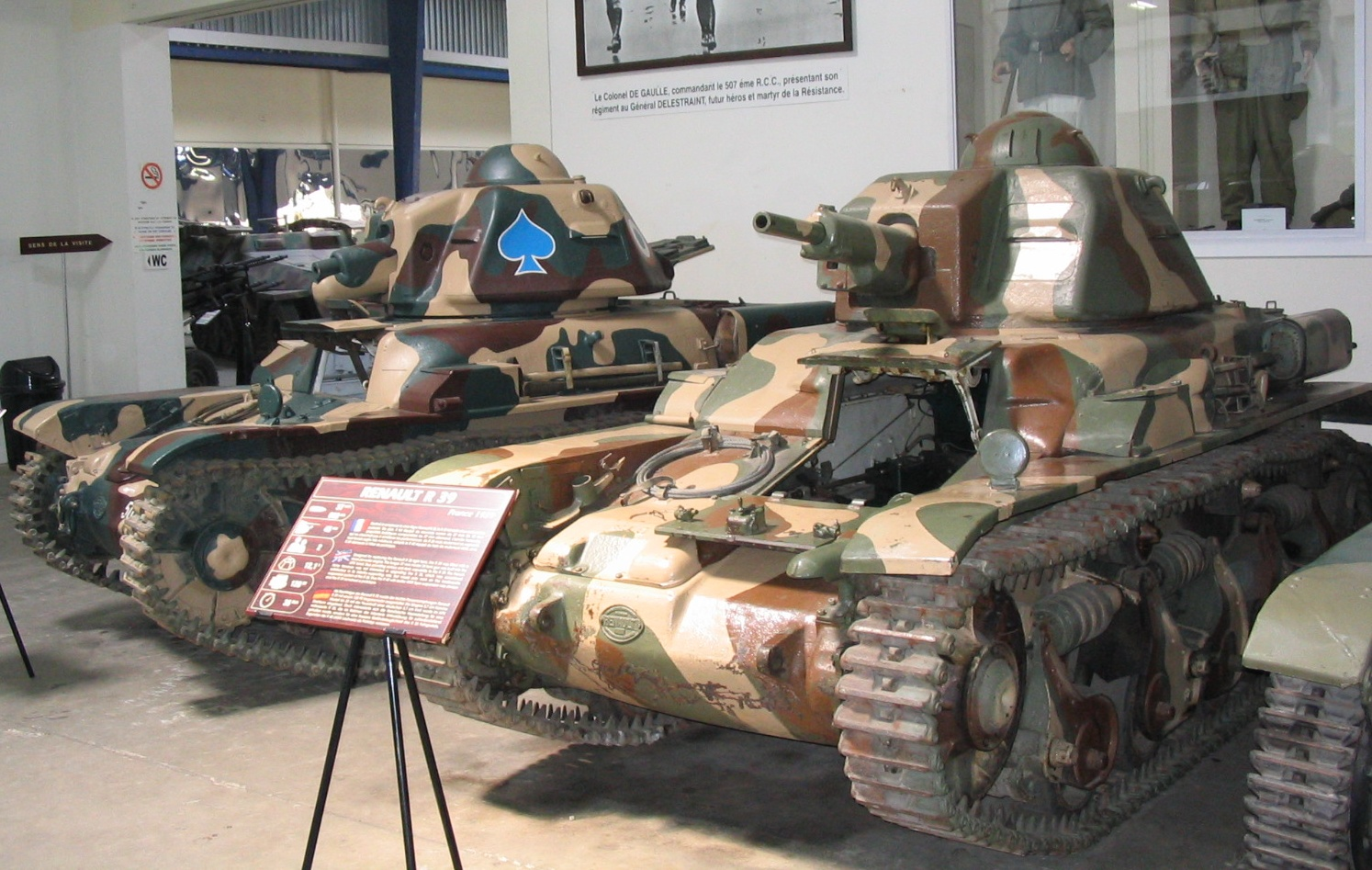
Due Renault R35 esposti al Musée des Blindés di Saumur. L'esemplare a destra è la conversione postbellica del carro, distinguibile dal cannone a canna lunga

### R35 Fascine
Versione ricavata per conversione del carro base. Era stata dotata di un telaio per sorreggere fascine, destinate a colmare fossati larghi da 1,60 fino a 2 metri.

### Renault R40
Dopo i primi collaudi dell'R35, i comandi dell'esercito francese richiesero modifiche al treno di rotolamento e alle sospensioni, che causavano una poco confortevole marcia ed eccessiva usura dei cingoli; soluzioni alternative per eliminare tali difetti furono presentate dalla Lorraine e dell'AMX. Il 16 febbraio 1939 venne prescelta uno dei tre o quattro progetti della seconda ditta: prevedeva l'adozione di sei molle elicoidali vincolate a sei carrelli con due ruote ciascuno e introdusse una lamiera spessa 8 mm a protezione della meccanica. La nuova versione venne inizialmente designata Char Léger Modele 1935R modifié 1939 ma divenne nota anche come Renault R35/39, Renault R39, Renault R40 e AMX-40.
Era previsto che il treno di rotolamento fosse installato a partire dal 1.501º esemplare ma fu integrato nel processo costruttivo solo dal 1.541º; nel frattempo era stato deciso di rimpiazzare la torretta con il modello APX-R1 (L767) armata con un cannone Puteaux SA 38 da 37 mm lungo 35 calibri con una scorta di novanta granate. Nel maggio 1940 erano entrati in servizio novanta unità e nel complesso furono prodotti 145 carri, dei quali venticinque non però furono armati a causa di ritardi nella consegna delle torrette. L'ultimo R40 uscì dalla catena di montaggio il 20 giugno 1940.

### Renault R39
Nel primo dopoguerra l'R35 servì nella Gendarmerie nationale con la designazione Renault R39, riarmati con il cannone SA 38 da 37 mm. Vennero radiati dal servizio nel 1951 quando si resero disponibili gli M4 Sherman di fornitura statunitense.

## Altri utilizzatori
Bulgaria
Unitasi all'Asse nel marzo 1941, la Bulgaria ricevette materiale bellico dalla Germania, nell'ambito del programma di potenziamento dell'esercito in vista della partecipazione bulgara all'attacco all'Unione Sovietica. Già il 23 gennaio 1941 la Germania accettò formalmente di consegnare quaranta R35 che arrivarono in Bulgaria in estate; dapprima utilizzati come mezzi d'addestramento, formarono poi la 4ª compagnia carri del 1º battaglione. Alla consegna degli R35 si accompagnò la riorganizzazione delle forze corazzate bulgare: le quattro compagnie corazzate raggruppate in due battaglioni costituenti il 1º reggimento corazzato, il cui comando fu assunto dal tenente colonnello Geno K. Genov. Il reparto aveva un organico di 1.802 uomini ed era stanziato a Knias Simeone, 10 chilometri a ovest di Sofia. Il 22 giugno 1941 la Germania dette avvio all'Operazione Barbarossa per annientare i sovietici, ma lo zar Boris III rifiutò di prendervi parte nonostante le forti pressioni tedesche.
Nel maggio 1942 l'ordine di battaglia del reggimento fu rivisto: il 2º battaglione disponeva di tre compagnie che riunivano gli R35 (uno dotato di radio) e tre carri leggeri esploranti Ansaldo L3/33 comprati dall'Italia, ma alcune esercitazioni evidenziarono che gli R35 non avrebbero potuto operare con gli altri corazzati a causa della scarsa velocità. Fu dunque proposto di sostituirli e l'11 luglio 1942 arrivò in Bulgaria la missione militare tedesca del tenente colonnello Karl August von Bülow, che assistette personalmente a una serie di manovre del reggimento svoltesi ad agosto; gli esiti furono deludenti e a ottobre von Bülow, in un suo rapporto, individuò il principale problema nel materiale in uso.
Al colonnello Heinrich Gade fu affidata l'organizzazione dei reparti corazzati bulgari. Egli consigliò all'Oberkommando der Wehrmacht di fornire dodici carri medi Panzer IV, venti cannoni d'assalto Sturmgeschütz III e ritirare gli esemplari più obsoleti: Gade considerava del tutto inutili gli R35, riteneva che i Vickers 6-Ton dovessero essere declassati a veicoli per l'osservazione del tiro d'artiglieria e optò per adoperare gli L3/33 come ambulanze e veicoli portamunizioni. Sull'onda delle proposte di Gade, 79 tra ufficiali e sottufficiali vennero inviati alla scuola mezzi corazzati di Wünsdorf, tuttavia Boris III non approvò la profonda riorganizzazione delle truppe corazzate bulgare e concesse poche modifiche all'organico: gli R35 rimasero in prima linea e assieme ad alcuni StuG II avrebbero formato il 1º battaglione del reggimento. La struttura definitiva fu approvata il 24 maggio 1943 e l'unità venne riclassificata come brigata corazzata (Bronirana brigada), articolata su tre battaglioni per un totale di trentasei carri armati leggeri Škoda LT-35, trentotto obsoleti R35 e quarantatré carri medi Panzer IV; i cannoni d'assalto StuG III vennero raggruppati in un battaglione controcarro indipendente. Nell'agosto 1943 la brigata e il battaglione corazzati furono coinvolti in una grande esercitazione tenutasi nelle vicinanze di Sofia, ancora una volta con pessimi risultati.
Il 28 agosto, alla morte dello zar e all'incoronazione di suo figlio Simeone II di appena sei anni, il potere ad interim venne assunto dal Primo ministro Bogdan Filov. Nei mesi successivi i bulgari radiarono infine gli ormai usurati R35 e negli ultimi mesi del 1943 ricevettero moderni rimpiazzi dalla Germania; la Bulgaria avanzò comunque richieste per dieci R35, venticinque Panzer II e dieci carri armati medi Panzer III. I tedeschi risposero negativamente ma inviarono, nel febbraio 1944, diciannove carri leggeri Hotchkiss H39 e sei carri medi SOMUA S35.
 Croazia
L'esercito croato ricevette dai tedeschi alcuni carri Renault R35 già appartenuti all'esercito jugoslavo. In seguito altri tre R35, che erano stati utilizzati dalla Polonia, furono acquisiti dall'Ungheria.
 Germania

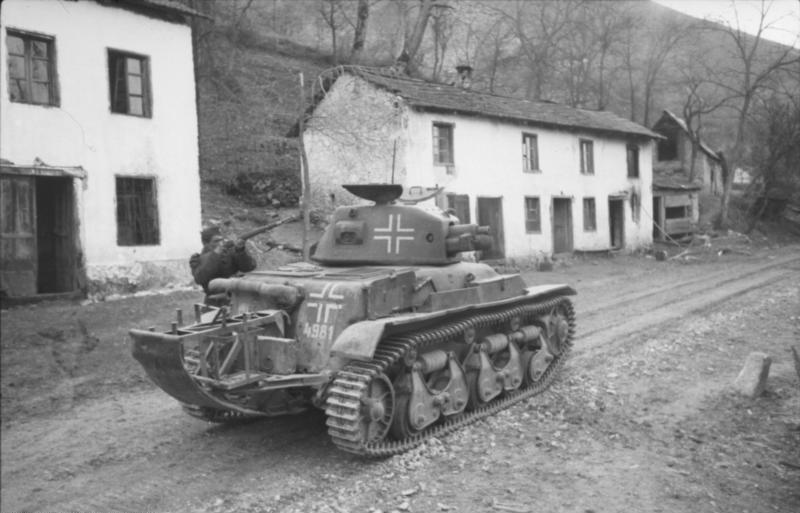
Un Renault R35 in servizio con l'esercito tedesco nel 1942

Dopo la capitolazione della Francia avvenuta il 22 giugno 1940, la Germania si impadronì di 843 Renault R35 che per lo più furono utilizzati per addestramento dei conducenti o attività di sicurezza. Centotrentuno furono poi immessi in servizio nell'esercito regolare con la designazione Panzerkampfwagen 35R 731 (f): tutti erano stati equipaggiati con una radio FuG 5 e una mitragliatrice MG 34 da 7,92 mm; anche alcuni Renault R40 furono integrati nelle forze corazzate, riequipaggiati come gli R35 e denominati Panzerkampfwagen 40R 731 (f). Aliquote di carri furono private della torretta, al cui posto fu inchiavardata una sovrastruttura corazzata aperta superiormente dove fu installato un mortaio sGW 34 da 80 mm; simili veicoli furono ridenominati Mörserträger 35R(f). Un piccolo numero fu invece equipaggiato con un obice leFH 18 da 105 mm e divennero semoventi d'artiglieria chiamati 10,5 cm leFH auf Geschützwagen 35R(f). Numerosi altri furono infine trasformati in veicoli portamunizioni (Munitionsschlepper 35R (f)) e in trattori d'artiglieria indicati come Munitionspanzer 35R (f) e Zugkraftwagen 35R 731 (f).
Almeno 174 esemplari ebbero installato nella casamatta un cannone anticarro Škoda A6 da 47 mm. La conversione fu eseguita tra maggio e ottobre 1941 dalla Alkett: designati come 4,7 cm PaK (t) auf Geschützwagen 35R(f) ohne Turm, era stato pianificato di sostituirli al Panzerjäger I, ma il semovente ottenuto non ebbe particolare successo perché il peso aggiuntivo di casamatta e cannone ridusse ulteriormente la già modesta velocità dell'R35. Furono pochi i GW 35R operarono in Unione Sovietica durante le prime fasi dell'Operazione Barbarossa poiché la maggior parte fu rischierata nei territori occupati di Francia e Olanda.

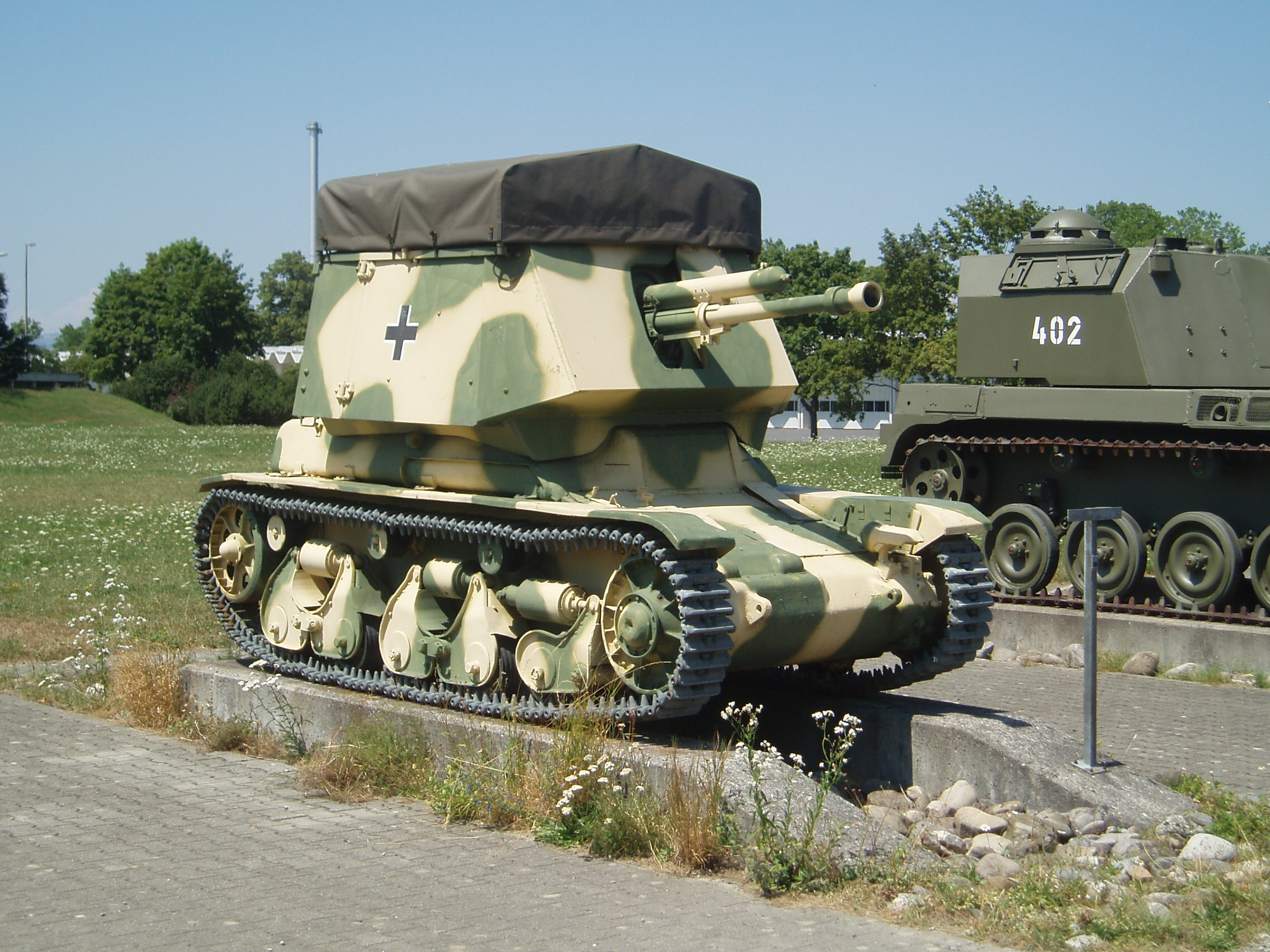
Un cacciacarri armato con il pezzo Škoda A6 da 47 mm esposto al Museo di Turm

Subito dopo lo sbarco in Normandia, cinque cacciacarri appartenenti alla 3ª compagnia dello Schnelle Abteilung 517, Schnelle Brigade 30, lo stesso 6 giugno 1944 furono mandati in combattimento nelle vicinanze di Sainte-Mère-Église per contrastare i paracadutisti statunitensi: i veicoli sostennero un contrattacco lanciato dal 1057º reggimento granatieri e un cacciacarri penetrò nel posto di comando del 1º battaglione del 505º reggimento prima di essere distrutto da un bazooka. Ulteriori cacciacarri potrebbero aver servito con la 346ª divisione fanteria schierata sempre in Normandia; quattordici R35, usati per l'addestramento, furono organizzati nel 100. Panzer-Ersatz-Bataillon dipendente dalla 7ª Armata nel 1944. I cacciacarri R35 furono rincontrati dagli Alleati durante i combattimenti ad Arnhem durante l'operazione Market Garden del settembre 1944: in particolare si trattava dei mezzi del Panzerjäger-Abteilung 657 della Panzer-Kompanie 224, distaccata presso la 59ª divisione fanteria, che si scontrarono con elementi della 101ª divisione aviotrasportata.
 Italia
Vista la precaria dotazione di mezzi corazzati del Regio Esercito, il 30 dicembre 1940 il generale Wilhelm Ritter von Thoma offrì all'alleata Italia 350 Renault R35 di preda bellica; il 15 gennaio 1941 l'offerta venne incrementata a 500 esemplari, dei quali 140 di pronta consegna. La Direzione Generale della Motorizzazione spedì in Francia un'apposita commissione per ispezionare i carri: il rapporto datato 23 gennaio 1941 riferì che i carri risultavano idonei all'impiego sebbene lenti e sprovvisti di radio. I primi venti esemplari furono caricati sui treni il 24 aprile 1941 e trasferiti in Italia, dove furono denominati ufficialmente M.R.35, o più semplicemente R35, e dotati di impianto radio Marelli RF1 CA. Lo Stato Maggiore dell'Esercito (S.M.E.) li assegnò al 4º Reggimento carri su sei battaglioni, incaricandolo dell'addestramento degli equipaggi; l'intenzione iniziale era di inviare plotone di Renault, uno di SOMUA S35 e quattro autoblindo AB40 del 1º Reggimento "Nizza Cavalleria" in Nord Africa. Il 27 luglio 1941 a Siena, presso il deposito del 31º Reggimento carri, fu costituito il 131º Reggimento carri nel quale furono inquadrati i battaglioni carri CI e CII equipaggiati con R35, e il CC battaglione dotato invece dei SOMUA S35, ceduti dal 4º Reggimento. Il 15 agosto successivo il 131º reggimento viene dislocato in Friuli come parte della 131ª Divisione corazzata "Centauro", ma un mese dopo la scarsa disponibilità di munizioni e parti di ricambio fecero sì che i carri francesi rimanessero in Italia. Nel frattempo le autorità tedesche, che avevano deciso di utilizzare gli R35 per i propri scopi, comunicarono all'Italia che avrebbero ceduto un totale di 124 Renault.
Nel settembre 1941 ne risultavano in servizio 109, suddivisi nei battaglioni CI e CII del 131º reggimento basato a Scordia, in provincia di Catania. Nel gennaio 1942 il 131º Reggimento fu reso indipendente e inviato in Sicilia alle dipendenze del XVI corpo d'armata. Il CI battaglione fu invece assegnato al XII Corpo d'Armata mentre il CC battaglione fu dirottato in Sardegna e incorporato dal XIII corpo d'armata.
In un rapporto del 30 giugno 1942 nell'Ufficio Storico dello S.M.E. si può leggere: "Da un esame tecnico dei carri M.R.35 è stata riscontrata una notevole usura di tali mezzi e la necessità di lavori e parti di ricambio nuove per rimetterli in efficienza. [...] Nel frattempo è necessario che da parte dei dipendenti vengano risparmiati al massimo i carri M.R.35 evitando di muoverli nelle ore calde, quando il consumo dei rulli delle sospensioni e il riscaldamento del differenziale è più forte, limitando l'istruzione all'indispensabile".
In seguito i carri del CI battaglione furono assegnati ai Gruppi Mobili Difesa Aeroporti D, E, F e G, mentre quelli del CII vennero assegnati ai Gruppi Mobili A, B e C: tutti questi reparti tattici erano inquadrati nella 6ª Armata del generale di corpo d'armata Alfredo Guzzoni. L'organico e la distribuzione in dettaglio:
- Gruppi A, B e C in seno al XII Corpo d'Armata. Il primo era dislocato a Paceco e comprendeva la compagnia comando del XII battaglione carri L, la 4ª compagnia del CII battaglione carri R35 e la 1ª compagnia del CXXXIII battaglione con semoventi da 47/32. Il Gruppo B stanziato a Santa Ninfa era formato dalla compagnia comando CXXXIII battaglione semoventi 47/32, dalla 6ª compagnia del CII battaglione carri R35 e dalla 3ª compagnia del CXXXIII battaglione semoventi 47/32. Il Gruppo C infine, di stanza a Portella Misilbesi, era costituito dalla compagnia comando CIII battaglione carri R35 e dalla 5ª compagnia del CII battaglione carri R35.
- Gruppi D, E, F, G, H dipendenti dal XVI Corpo d'Armata. Il Gruppo D, che si trovava a Misterbianco, era formato dalla compagnia comando CI battaglione carri R35 (due veicoli) e dalla 3ª compagnia del CI battaglione carri R35 con sedici mezzi. Il Gruppo E a Niscemi consisteva nella sola 1ª compagnia del CI battaglione dotata degli R35; il Gruppo F presso Rosolini comprendeva la 2ª compagnia del CI battaglione carri R35 tranne un plotone; il Gruppo G dislocato a Comiso coincideva con il 1º plotone della 1ª compagnia del CI battaglione carri R35. Il Gruppo H acquartierato a San Pietro Caltagirone contava la sola 2ª compagnia che schierava nove obsoleti Fiat 3000, caricati su autocarri.

Secondo quanto scrisse il generale Faldella nel suo libro 1943, lo sbarco e la difesa della Sicilia i carri italiani avevano ben poche possibilità di contrastare gli anglo-americani: "... il complesso di 100 carri italiani aveva un valore bellico assolutamente trascurabile. Che dire poi delle due compagnie carri 3000 costruiti più di vent'anni prima e che, a mala pena, quando si mettevano in moto procedevano alla velocità di un paio di chilometri all'ora? Il XII Corpo d'Armata li impiegò interrati come postazioni corazzate di mitragliatrici ed il XVI li assegnò ad un gruppo mobile su autocarri ..."
Al momento dello sbarco in Sicilia nel luglio 1943, gli R35 del Gruppo Mobile E vennero inquadrati nella divisione Livorno che li lanciò al contrattacco verso Gela per diretto ordine del generale Guzzoni. Il comando della divisione costituì due colonne corazzate con trentadue R35, sedici CV35 e solo alcuni dei Fiat 3000, contando di ricevere appoggio e protezione sui fianchi da parte della Fallschirm-Panzer-Division 1 "Hermann Göring", dotata di Panzer IV e diciassette carri pesanti Tiger I. Tra le forze italo-tedesche mancò tuttavia qualsiasi coordinamento e a Gela arrivò solamente il Gruppo Mobile E con quindici Renault R35. Scrisse lo storico Hugh Pond: "Il reparto [...] era il Gruppo Mobile "E" della Divisione "Livorno" [...] Il capitano Giuseppe Granieri, che comandava una squadra, si gettò a tutta velocità contro Gela, con i suoi carri verniciati di nero. Era un'occasione d'oro per i caccia bombardieri [...] ma nonostante le urgenti segnalazioni delle truppe di terra, nessun aereo alleato apparve [...]. Il colonnello Darby chiese l'appoggio dell'artiglieria navale, poi ordinò ai suoi uomini di scendere nelle trincee e di aspettare finché i carri non fossero tanto vicini da poter sparare dalle feritoie. Non avevano molte probabilità di mettere fuori combattimento i carri, con quel sistema, ma con un po' di fortuna sarebbero forse riusciti a mettere fuori combattimento i conducenti e l'equipaggio. Ma prima che le navi avessero potuto aggiustare il tiro, molti carri erano già entrati in città e sparavano senza fermarsi, facendo roteare le torrette e rovesciando proiettili su tutti i bersagli possibili [...]".
L'attacco italiano venne infine fermato dalle artiglierie da 152 mm dell'incrociatore leggero Boise, che distrusse dieci carri; due furono messi fuori combattimento dai Ranger del 1º e 2º battaglioni del colonnello William Darby, uno da un cannone controcarro da 37 mm e l'altro da un colpo di bazooka. I rimanenti R35 degli altri Gruppi Mobili vennero decimati: cinque del Gruppo D andarono perduti a Palazzolo Acreide e quattro dell'F furono distrutti a Rosolini vicino a Siracusa. Dalla Sicilia sfuggì senza perdite il 131º Reggimento, che a metà agosto era rientrato nella penisola e il 1º settembre era stato inserito nell'organico della 136ª Divisione corazzata Centauro II, che però fu sciolta già l'8 settembre 1943, a causa dei convulsi eventi seguiti alla caduta del fascismo il 25 luglio. Sul continente si trovavano allora diciotto Renault R35: quattro vennero demoliti in prove di resistenza o per prelevarne organi meccanici, ma cosa sia accaduto ai superstiti quattordici non è noto.
 Jugoslavia

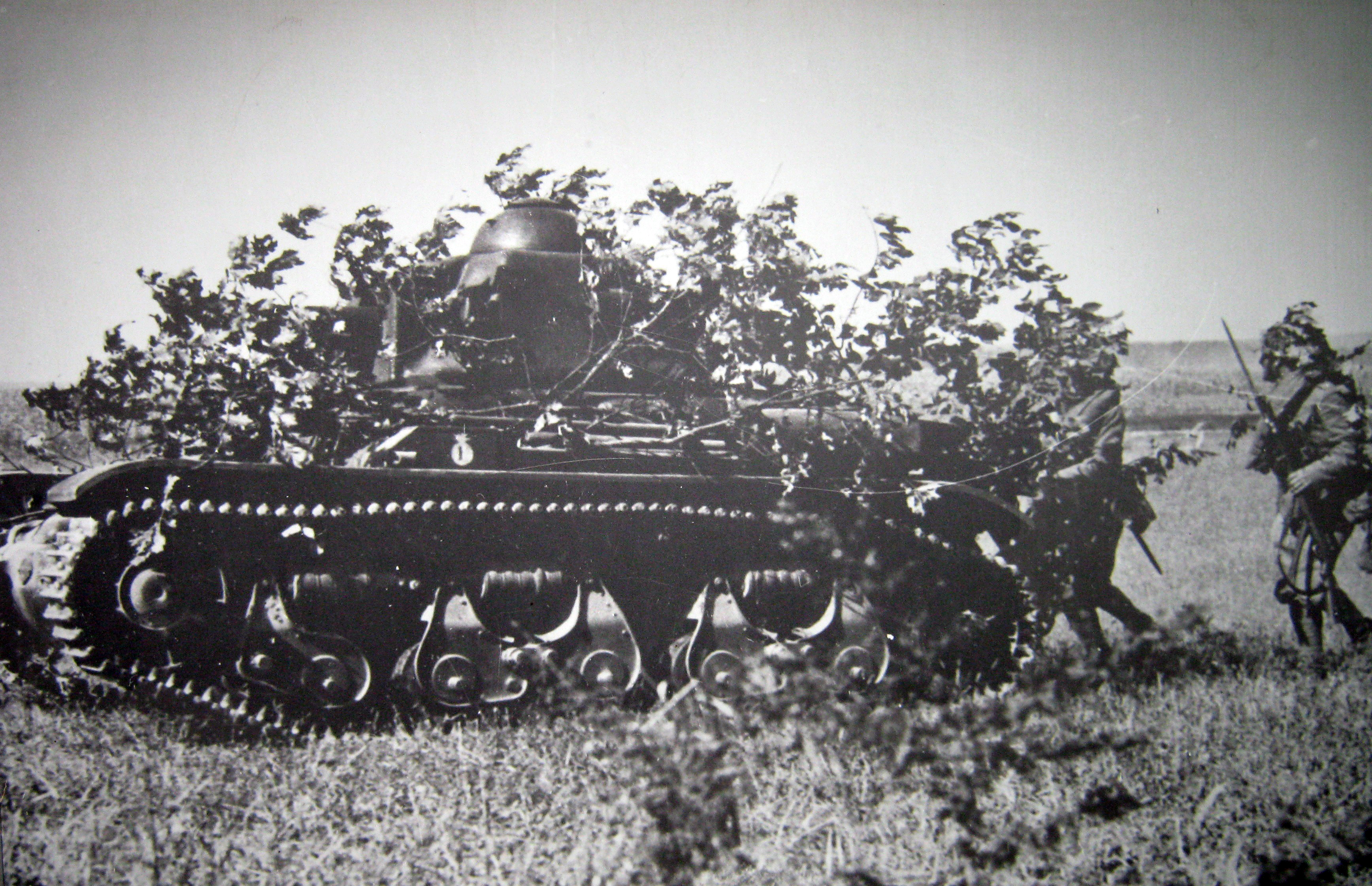
Uno degli R35 acquistati dall'esercito jugoslavo ripreso durante un'esercitazione presso Torlak

Nell'ambito di un programma di cessioni di materiale militare a paesi amici, la Francia vendette nell'aprile 1940 cinquantaquattro Renault R35 all'esercito jugoslavo. Durante la battaglia contro le forze tedesche all'offensiva, gli R35 parteciparono agli scontri del 13 e 14 aprile 1941 tra le truppe jugoslave e la 11. Panzer-Division: quasi tutti i Renault furono distrutti e i pochi esemplari catturati la Germania li cedette allo Stato Indipendente di Croazia, uno stato satellite che aveva istituito a maggio, alla conclusione delle operazioni.
 Polonia
Nel 1938, visto il precipitare della situazione internazionale, il governo polacco acquistò due Renault R35 per valutare se fosse convenuto sostituirli ai 7TP in servizio: la commissione esaminatrice rifiutò il carro e si espresse invece per l'acquisto dei massicci SOMUA S35, proposta subito rifiutata dalla Francia che, in cambio, offrì alla Polonia i carri medi Char D1 e quelli leggeri Hotchkiss H35. Considerando le tensioni con la vicina Germania e il ritardo nella produzione di carri armati leggeri accusato dall'industria nazionale, la Polonia nell'aprile 1939 si rassegnò ad acquistare cento R35 in due lotti: il primo, da 50 o 49 veicoli, arrivò via mare nel porto di Gdynia a luglio 1939 accompagnato da tre H35 che l'esercito polacco intendeva valutare. La maggior parte degli R35 fu immessa in servizio con il 12º battaglione corazzato (12.Batalionu Pancernego) a Łucka, il cui addestramento fu condotto con la supervisione dei maggiori francesi M. Malaguettiego e G. de Froment.
Il 1º settembre 1939 la Germania attaccò su tutta la frontiera polacco-tedesca: con la mobilitazione generale i carri del 12º battaglione vennero sparsi nei villaggi vicini a Łucka, fino al completamento degli organici, terminato il 7 settembre; inoltre i carri R35 ancora disponibili furono organizzati nel 21º battaglione carri leggeri (21.Batalion Czołgów Lekkich) agli ordini del maggiore (Mjr) Jerzy Łucki e composto da una compagnia comando, tre compagnie carri (ognuna con tredici mezzi) e una compagnia autonoma (sei mezzi). Il battaglione era parte della riserva generale a disposizione del comandante supremo dell'esercito, che l'inviò a rinforzare l'"Armię Małopolska" a difesa della cosiddetta testa di ponte rumena (przedmościa rumuńskiego). Il comando dell'armata decise che battaglione avrebbe rinforzato la Decima Brigata di Cavalleria Motorizzata. Il trasporto dei carri sarebbe avvenuto per ferrovia, ma a causa dei bombardamenti tedeschi e di problemi con il materiale rotabile, il battaglione fu inviato a Dubna, dove giunse il 14 settembre. Il successivo trasporto dei carri per ferrovia avvenne il 15 settembre, ed il 12º battaglione raggiunse Radziwiłłowa nello stesso giorno. A quel tempo si era deciso che la 10. brigata di cavalleria motorizzata, rinforzata dai carri R35, avrebbe difeso la testa di ponte rumena. Il percorso di marcia del reparti fu: 15 settembre Zolochiv-Stanisławów, 16 settembre tappa a Brzeżany, marcia notturna da Podhajce a Monasterzyska; il 17 settembre da Klubowce a Niżniowa.
Il 17 settembre l'Armata Rossa attaccò la Polonia secondo quanto stabilito dal patto Molotov-Ribbentrop e il 21º battaglione fu diviso in due tronconi: la compagnia autonoma fu distaccata per sostenere le difese dell'azienda Obrony Narodowej a Stanisławowie, dove il 18 settembre si svolsero vari scontri per mantenere aperta la strada verso la Romania; prima della fine della giornata la compagnia, che aveva perduto due carri armati, riparò nel paese neutrale. Un totale di trentaquattro R35 fuggirono in Romania, che provvide ad internarli; tre altri R35 del 21º battaglione e l'intera 10ª brigata motorizzata attraversarono il confine con l'Ungheria.
Altri carri armati del 12º battaglione (due o tre), tre R35 e uno o tre H35, che si trovavano all'Ufficio tecnico di ricerca su blindati (Biura Badań Technicznych Broni Pancernej), costituirono una compagnia indipendente (Samodzielną Kompanię Czołgów R-35) al comando del tenente Józefa Jakubowicz che il 16 settembre fu incorporata nel gruppo operativo "Dubno". Il 19 settembre nella città di Krasne scoppiarono combattimenti tra le forze regolari polacche e gruppi di nazionalisti ucraini insorti; il 20 si verificarono altri scontri: un R35 saltò in aria mentre un secondo fu completamente bruciato. La compagnia indipendente fu ridislocata e prese parte alla battaglia di Kamionkę Strumiłową del 22 settembre, subendo alcune perdite e distruggendo diversi veicoli tedeschi. Entro il 25 settembre l'unità aveva perso tutti i carri.
Sconfitta la Polonia alla fine di settembre, molti ufficiali e soldati sfuggirono alla cattura da parte della Germania o dell'Unione Sovietica e raggiunsero sia la Francia sia il Regno Unito: la prima nel 1940 decise di costituire alcuni reparti corazzati con personale polacco. A maggio il 1º battaglione cavalleria corazzata della 10ª brigata di cavalleria, al comando del generale Maczek, ricevette quarantacinque carri R35, sia appena prodotti che già in servizio da tempo; il 2º battaglione ricevette verso la fine di maggio ventuno R35 e ventiquattro R40, che però dovette cedere al 25° BCC francese dopo pochi giorni. Il 1º battaglione partecipò, tra il 12 e il 17 giugno 1940, ai combattimenti vicino a Champaubert e a Montbard; nei giorni successivi la brigata si disperse e gli equipaggi distrussero tutti i mezzi. Il 10 giugno 1940 il 2º battaglione polacco fu rifornito con diciannove Renault R40 che andarono tutti alla 1ª compagnia del maggiore Chabowskiego aggregata alla 7ª armata francese; quando la grande unità, battuta dai tedeschi, si ritirò il 14 giugno, i carristi dettero fuoco ai carri. La 2ª compagnia del battaglione ricevette diciotto R40 che adoperò fino al 18 giugno, ma non ci sono notizie sull'uso operativo che ne fece. Infine il 19 giugno 1940 la 3ª compagnia ricevette probabilmente tredici R40, ma le informazioni in merito sono molto incerte.
Riguardo alla seconda fornitura di cinquanta R35, essa non giunse mai in Polonia. Fu dirottata in un primo momento verso Costanza, essendo il mar Baltico sotto il controllo della Kriegsmarine, ma poiché il governo rumeno negò il permesso di scarico e passaggio, il convoglio fu diretto verso la Tunisia, dove gli R35 riarmarono alcuni reparti nell'ottobre 1939.
 Romania
Nel 1937, con la situazione internazionale sempre più incerta, la Romania aveva approvato un piano di riarmo per la produzione su licenza di carri armati: a dicembre fu firmato l'accordo con la Francia che concesse la licenza per la fabbricazione di duecento Renault R35. Tuttavia la consegna dei componenti fu rallentata dalle pressanti necessità dell'esercito francese e dal peggioramento del clima diplomatico, perciò le forze terrestri rumene ebbero soltanto quarantuno esemplari. Il loro numero si accrebbe però quando, dopo poche settimane l'inizio della seconda guerra mondiale, circa 100.000 soldati, sbandati e profughi polacchi si riversarono in Romania secondo le direttive prebelliche diffuse dallo Stato maggiore dell'esercito polacco: infatti la Romania requisì i trentaquattro R35 in forza al 305º battaglione, permettendo agli uomini di raggiungere il Regno Unito; il 1º novembre l'esercito rumeno organizzò i settantacinque Renault di cui ora disponeva nel 2º reggimento carri. I veicoli erano stati riequipaggiati con una mitragliatrice ZB da 7,92 mm, le sospensioni erano state irrobustite e le ruote portanti con battistrada in gomma erano state sostituite da ruote in solo acciaio progettate dal tenente colonnello Constantin Ghiulai.
Il 12 ottobre 1940, dopo la ratifica dell'accordo firmato dal governo del generale Ion Antonescu con il Ministro degli Esteri del Terzo Reich arrivò in Romania una missione militare tedesca, cui seguirono 370.000 soldati della Wehrmacht. L'esercito rumeno, su consiglio dei militari tedeschi, rivide l'organico dei due reggimenti e li unificò nella 1ª divisione corazzata (Divizia 1 Blindată), che comprese anche un reggimento motorizzato. Ciascun reggimento corazzato era composto da due battaglioni su tre compagnie più una seziona antiaerea; le compagnie del 1º reggimento contavano cinque plotoni, ognuno con tre carri armati leggeri Škoda R-2, quelle del 2º reggimento erano divise in tre plotoni di Renault R35. Questa sistemazione non era però ottimale, perché gli R-2 erano più veloci dei carri francesi ed era quindi assente una buona coordinazione tra i reparti: nei primi giorni del giugno 1941, in vista dell'imminente Operazione Barbarossa alla cui partecipazione la Romania aveva già dato il suo assenso, il 2º battaglione fu eliminato dalla divisione e trasferito presso la 4ª Armata.
Il 22 giugno 1941 ebbe inizio la grande invasione tedesca dell'Unione Sovietica e cospicue forze dell'esercito rumeno affiancarono la Wehrmacht nella parte meridionale del vasto fronte orientale: gli R35, ben corazzati ma sommariamente armati, furono adoperati nel solo appoggio alla fanteria in Bessarabia, Bucovina settentrionale e durante l'assedio di Odessa. Dopo la campagna del 1941, ricca di successi ma non decisiva, gli R35 furono ritirati in riserva o dedicati all'addestramento, mentre il personale di formazione transitava nel 1º reggimento carri con compiti di pattugliamento e sicurezza nella regione della Transnistria.
Nel corso del 1943, la ditta Concordia di Ploiești fu incaricata di modificare trentatré R35 disponibili: il Puteaux SA 18, del tutto obsoleto, venne rimpiazzato da un cannone controcarro sovietico da 45 mm M1937 lungo 46 calibri, catturato in una certa quantità. La versione fu designata Vanatorul de Care R35. Agli inizi del 1944 le continue offensive sovietiche avevano dissanguato le armate tedesche sul fronte orientale e distrutto l'apparato bellico rumeno sul campo; ad agosto inoltre i bombardamenti aerei, condotti dagli Alleati fin dall'estate 1943, avevano provocato gravi danni alle infrastrutture industriali del paese; infine negli ultimi giorni d'agosto 1944 i campi petroliferi di Popescu, vicino a Ploiești, furono teatro di una battaglia (alla quale partecipò una compagnia di R35) conclusasi con la conquista sovietica della zona. Il 23 agosto scoppiò la rivolta a Bucarest, il generale Antonescu fu arrestato e il 31 i sovietici entrarono nella capitale: il 14 settembre il re Michele I firmò l'armistizio con l'Unione Sovietica e dichiarò al contempo guerra alla Germania, affiancando il menomato esercito all'Armata Rossa. Quasi un anno più tardi, nella primavera 1945, la Romania contava in servizio ancora ventotto R35, sia originali che Vanatorul, assegnati al 2º reggimento carri: otto furono però distrutti nel corso della battaglia della valle del fiume Hron, svoltasi il 26 e 27 marzo 1945, e due rimasero danneggiati; il reggimento combatté quindi in Cecoslovacchia e Austria. Gli R35 furono radiati dal servizio solo dopo la fine della seconda guerra mondiale quando arrivarono le forniture militari dall'Unione Sovietica.
 Siria

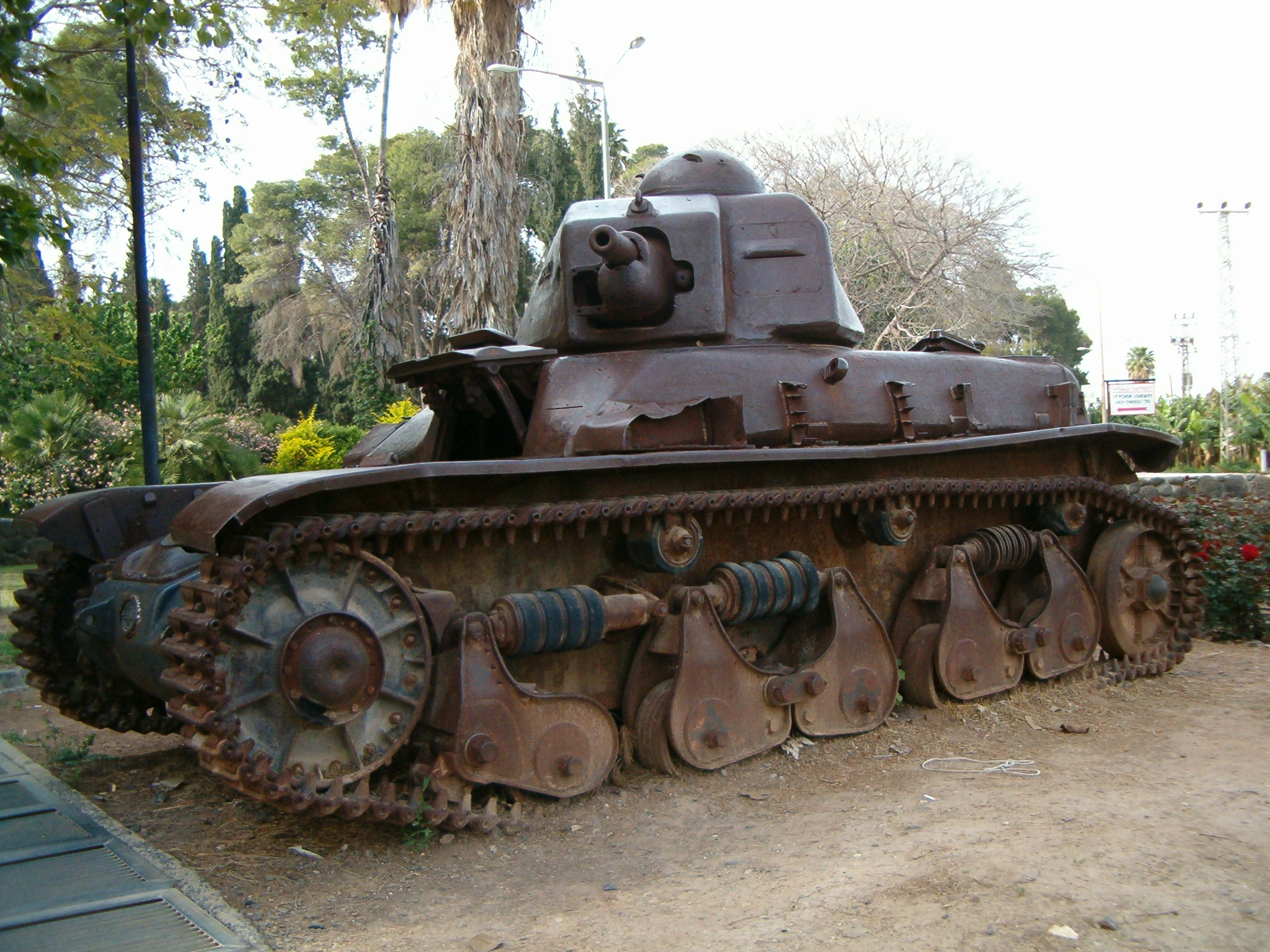
Il Renault R35 danneggiato dagli israeliani durante il combattimento sostenuto contro la Siria presso Degania

Divenuta indipendente subito dopo la fine della seconda guerra mondiale, la Siria incorporò cinque R35 nel proprio neocostituito esercito, equipaggiandone alcuni con il cannone Ordnance QF 2 lb britannico da 40 mm. I Renault appoggiarono le truppe siriane in un attacco lanciato contro il kibbutz di Degania, in Galilea, il 20 maggio 1948. I difensori israeliani, armati con un cannone anticarro da 20 mm e bombe molotov, riuscirono a mettere fuori combattimento tre R35 e indussero alla ritirata la fanteria siriana: uno degli R35 rimase vicino al kibbutz come monumento commemorativo della guerra arabo-israeliana del 1948.
 Svizzera
Nel giugno 1940, con la sconfitta dell'esercito francese, dodici R35 appartenenti al 45º corpo d'armata entrarono in territorio svizzero, dove furono internati. I carri, revisionati dall'industria locale, entrarono in servizio con la designazione Leichter Panzer 35 abbreviata in Lpz 35.
 Ungheria
Le autorità ungheresi sequestrarono nell'ottobre 1939 tre R35 polacchi che avevano cercato rifugio al di là del confine rumeno. Dopo essere stati sottoposti a valutazione tecnica da parte dell'esercito magiaro, furono tutti ceduti allo Stato Indipendente di Croazia.
 Turchia
Nell'ambito di un programma di cessioni di materiale militare a paesi amici, la Francia consegnò cento R35 all'esercito turco. La cessione avvenne in due lotti di cinquanta esemplari ciascuno, inviati l'uno nel febbraio 1940 e l'altro il mese successivo.